# Elena (Vorname)
Elena ist ein weiblicher Vorname.

## Herkunft und Bedeutung
Elena ist eine Variante des griechischen Namens Ἑλένη. Es handelt sich um eine geläufige Lehnübertragung für den slawischen Namen Елена, der auch als Helena  oder Jelena übertragen werden kann. Zu Bedeutungen, weiteren Namensvarianten und Namensträgerinnen siehe dort.

## Namensträgerinnen

### Einzelname
- Elena von Montenegro (1873–1952), Königin von Italien und Albanien
- Elena von Serbien (1884–1962), russische Großfürstin (Jelena Petrowna)
- Elena von Griechenland (1896–1982), Prinzessin von Griechenland und Dänemark sowie Königinmutter von Rumänien
- Elena von Spanien (* 1963), Infantin von Spanien
- Elena (* 1988, eigentlich Elena Bongartz), deutsche Songwriterin, Sängerin und Pianistin

### Vorname

#### A
- Elena Albu (1949–2003), rumänische Schauspielerin
- Elena Altieri (1910–1997, eigentlich Elena Capucci), italienische Schauspielerin
- Elena Alvarez Lutz (* 1964), deutsch-spanische Regisseurin, Autorin und Moderatorin
- Elena Anaya (* 1975), spanische Schauspielerin
- Elena Andreicheva (* 20. Jahrhundert), britisch-ukrainische Dokumentarfilmerin
- Elena Andrieș (* 1994), rumänische Gewichtheberin
- Elena Andújar (* 1967), spanische Flamenco-Sängerin und -Tänzerin
- Elena Anguissola (16. Jahrhundert), italienische Malerin und Nonne
- Elena Antoci (* 1975), rumänische Mittelstreckenläuferin
- Elena Antonescu (* 1979) rumänische Politikerin (PD-L)
- Elena Apostoleanu (* 1986, Künstlername Inna), rumänische Sängerin
- Elena Aprile (* 1954), italienische Teilchenphysikerin
- Elena Artioli (* 1970), Südtiroler Unternehmerin und Politikerin
- Elena Arzak (* 1969), baskische Köchin
- Elena Assenina (13. Jahrhundert), bulgarische Prinzessin und Kaiserin von Nikäa

#### B
- Elena Bacaloglu (1878–1947), rumänische Journalistin, Autorin und Faschistin
- Elena Baltacha (1983–2014), ukrainisch-britische Tennisspielerin
- Elena Banfo (* 1976), italienische Skiathletin
- Elena Băsescu (* 1980), rumänisches Model und Politikerin (PD-L)
- Elena Basile (* 1959), italienische Diplomatin
- Elena Bellò (* 1997), italienische Leichtathletin
- Elena Berthold (* 1993), deutsche Schauspielerin und Sprecherin
- Elena Bissolati (* 1997), italienische Radsportlerin
- Elena Bodnarenco (1965–2022), moldauische Politikerin (PCRM)
- Elena Bogdan (* 1992), rumänische Tennisspielerin
- Elena Bondar (* 1958), rumänische Ruderin
- Elena Bonetti (* 1974), italienische Mathematikerin und Politikerin (PD, Italia Viva)
- Elena Bonfanti (* 1988), italienische Sprinterin
- Elena Braslavsky (20. Jahrhundert), russisch-amerikanische Pianistin und Musikpädagogin
- Elena Bromund-Lustig (* 1969), deutsche Filmeditorin
- Elena Bruhn (* 1978), deutsche Journalistin und Moderatorin
- Elena Burkard (* 1992), deutsche Leichtathletin
- Elena Burke (1928–2002), kubanische Sängerin

#### C
- Elena-Teodora Cadar (* 1994), rumänische Tennisspielerin
- Elena Caffarena (1903–2003), chilenische Anwältin und Frauenrechtlerin
- Elena Camarena (20. Jahrhundert), mexikanisch-deutsche Pianistin
- Elena Camerin (* 1982), italienische Tennisspielerin
- Elena Carrière (* 1996), deutsches Model und Schauspielerin
- Elena Cassin (1909–2011), italienische Altorientalistin
- Elena Cataraga (* 1986), moldauische Sängerin, Komponistin und Model
- Elena Catardi (1892–1966), italienische Pianistin und Schauspielerin
- Elena Cattaneo (* 1962), italienische Pharmakologin und Politikerin
- Elena Ceampelea (* 1947), rumänische Kunstturnerin
- Elena Ceaușescu (1916–1989), rumänische Politikerin (RKP)
- Elena Cecchini (* 1992), italienische Radsportlerin
- Elena Conti (* 1967), italienische Biochemikerin
- Elena Cornalba (19. Jahrhundert), italienische Primaballerina
- Elena Cornaro Piscopia (1646–1684), venetische Autorin und Doktorin der Philosophie
- Elena Curtoni (* 1991), italienische Skirennläuferin
- Elena Cuza (1825–1909), rumänische Fürstengattin und Philanthropin

#### D
- Elena Delle Donne (* 1989), US-amerikanische Basketballspielerin
- Elena Denisova (* 1963), russisch-österreichische Violinistin und Intendantin
- Elena Desderi (* 1967), italienische Skilangläuferin
- Elena Dobrițoiu (* 1957), rumänische Ruderin
- Elena Dobrovolschi (* 1936), rumänische Kunstturnerin
- Elena Donaldson-Akhmilovskaya (1957–2012), sowjetisch-amerikanische Schachspielerin
- Elena Durán (* 1949), US-amerikanische Flötistin

#### E
- Elena Espinosa (* 1960), spanische Managerin und Politikerin (PSOE)
- Elena Esposito (* 1960), italienische Soziologin, Schriftstellerin und Professorin
- Elena Fanchini (1985–2023), italienische Skirennläuferin

#### F
- Elena Fava (1950–2015), italienische Ärztin und Aktivistin
- Elena Ferrante (* 1943), Pseudonym einer italienischen Schriftstellerin
- Elena Filipovic (* 1972), amerikanische Kuratorin und Kunsthistorikerin
- Elena Fiore (1928–1983), italienische Schauspielerin
- Elena Flury (* 20. Jahrhundert), schweizerische Schauspielerin, OFF-Sprecherin und Musikerin
- Elena Fokina (* 1977), russische Balletttänzerin, Choreografin und Tanzpädagogin
- Elena Frondizi (1907–1991), argentinische Politikergattin

#### G
- Elena Gaponenko (21. Jahrhundert), russisch-deutsche Cellistin und Pianistin
- Elena Garcia Gerlach (* 1985), deutsche Schauspielerin
- Elena Garro (1916–1998), mexikanische Schriftstellerin und Dramenautorin
- Elena Gaskell (* 2001), kanadische Skiathletin
- Elena Gentile (* 1953), italienische Politikerin (PD)
- Elena Georgescu (* 1964), rumänische Ruderin
- Elena Georgiewa (* 1991), bulgarische Biathletin
- Elena Gerhardt (1883–1961), deutsche Opernsängerin (Mezzosopran)
- Elena Geus (* 1964), deutsche Journalistin
- Elena Gheorghe (* 1985), rumänische Popsängerin
- Elena Ghica (1828–1888), rumänisch-albanische Schriftstellerin
- Elena Gianini Belotti (1929–2022), italienische Pädagogin, Schriftstellerin und Feministin
- Elena Gilles (* 1989), deutsche Kanusportlerin
- Elena Giurcă (1946–2013), rumänische Ruderin
- Elena Gómez (* 1985), spanische Turnerin
- Elena Gorohova (* 1972), moldauische Skiathletin
- Elena Goulding (* 1986), britische Singer-Songwriterin
- Elena Grölz (1960–2025), rumänisch-deutsche Handballspielerin
- Elena Guerra (* 1976), uruguayische Leichtathletin
- Elena Gurevich (* 1976), israelische Pianistin

#### H
- Elena Halangk (* 1977), deutsche Schauspielerin und Model
- Elena Hauer (* 1986), deutsche Fußballspielerin
- Elena Hennig (* 1977), belarussisch-deutsche Basketballspielerin
- Elena Herzenberg (* 1979), deutsche Hochspringerin
- Elena Hight (* 1989), US-amerikanische Snowboarderin
- Elena Horvat (* 1958), rumänische Ruderin
- Elena Hruschyna (* 1975), ukrainische Eiskunstläuferin
- Elena Huelva (2002–2023), spanische Influencerin und Aktivistin

#### I
- Elena Iasonos (* 1972), zypriotische Badmintonspielerin

#### J
- Elena Jansen (* 1984), deutsche Schauspielerin und Drehbuchautorin
- Elena Jesse (* 1993), deutsche Schauspielerin
- Elena Johnson (* 1985), britische Badmintonspielerin
- Elena Jontschewa (* 1964), bulgarische Journalistin und Politikerin

#### K
- Elena Kagan (* 1960), US-amerikanische Juristin
- Elena Kaliská (* 1972), slowakische Kanutin
- Elena Kampouris (* 1997), US-amerikanische Schauspielerin
- Elena Kats-Chernin (* 1957), usbekisch-australische Komponistin
- Elena Kiesling (* 1982), deutsche Volleyballspielerin und Trainerin
- Elena Kömmling (* 2000), deutsche Volleyballspielerin
- Elena Köpke (* 1984) usbekisch-deutsche Schachspielerin
- Elena Könz (* 1987), Schweizerische Snowboarderin
- Elena Kolesnitschenko (* 1981), ukrainische Pianistin
- Elena Kountoura (* 1962), griechische Politikerin (ND, AE, Syriza)
- Elena Kuschnerova (* 1959), russische Pianistin

#### L
- Elena Lacková (1921–2003), slowakische Schriftstellerin und Dramatikerin
- Elena Lagadinowa (1930–2017), bulgarische Widerstandskämpferin, Agrarbiologin und Politikerin
- Elena Langer (* 1974), russisch-britische Komponistin
- Elena Lappin (* 1954), britische Schriftstellerin und Journalistin
- Elena Larrauri (* 1959), spanische Rechtswissenschaftlerin und Kriminologin
- Elena Lasconi (* 1972), rumänische Politikerin und ehemalige Journalistin
- Elena Lauri (1907–1961), dänisch-deutsche Schlagersängerin
- Elena Lavric (* 1991), rumänische Leichtathletin
- Elena Leeve (* 1983), finnische Schauspielerin
- Elena Leuștean (1935–2008), rumänische Kunstturnerin
- Elena Liessner-Blomberg (1897–1978), russisch-österreichische Malerin, Grafikerin und Textilkünstlerin
- Elena Linari (* 1994), italienische Fußballspielerin
- Elena Loewenthal (* 1960), italienische Schriftstellerin und Journalistin
- Elena Luber (1914–1982), deutsche Schauspielerin
- Elena Lukauskienė (1909–1959), litauische Schachspielerin
- Elena Luksch-Makowsky (1878–1967), russische Malerin und Bildhauerin
- Elena Lunda (1901–1941), italienische Schauspielerin
- Elena Lyons (* 1973), US-amerikanische Schauspielerin

#### M
- Elena Makarova (* 1971), ukrainische Erziehungswissenschafterin
- Elena Malõgina (* 2000), estnische Tennisspielerin
- Elena Mandrino (* 1984), italienische Skeletonsportlerin
- Elena Mango (* 1967), Schweizer Klassische Archäologin
- Elena Matous (* 1953), italienische Skirennläuferin
- Elena Mauti Nunziata (1946–2024), italienische Opernsängerin (Sopran)
- Elena Mendoza (* 1973), spanische Komponistin
- Elena Messner (* 1983), österreichische Autorin und Literaturwissenschaftlerin
- Elena Milovanović (* 2001), serbische Tennisspielerin
- Elena Miras (* 1992), Schweizer Fernseh-Prominente
- Elena Mitewa (* 1992) ist eine bulgarische Hürdenläuferin
- Elena Møller Rigas (* 1996), dänische Eisschnellläuferin
- Elena Moșuc (* 1964), rumänische Opernsängerin (Sopran)
- Elena Murgoci (1960–1999), rumänische Langstreckenläuferin

#### N
- Elena Nathanael (1947–2008), griechische Schauspielerin
- Elena Nikolai (1905–1993), bulgarische Opernsängerin
- Elena Nuzman (* 1981), deutsche Pianistin, Sängerin und Komponistin

#### O
- Elena Oprea (* 1953), rumänische Ruderin
- Elena Ostleitner (1947–2021), österreichische Musiksoziologin, Pianistin und Verlegerin

#### P
- Elena Paciotti (* 1941), italienische Juristin und Politikerin
- Elena Pampoulova (1972–2023), bulgarische Tennisspielerin
- Elena Panaritis (* 1968), griechische Ökonomin und Politikerin
- Elena Pankratova (* um 1970), russische Opern- und Konzertsängerin, Chordirigentin und Gesangspädagogin
- Elena Panțuroiu (* 1995), rumänische Leichtathletin
- Elena Papandreou (* 1966), griechische Gitarristin
- Elena Paparizou (* 1982), griechisch-schwedische Sängerin
- Elena Patroklou (* 1968), zyprische Sängerin
- Elena Pavel (* 1984), rumänische Fußballspielerin
- Elena Pedemonte (* 1952), italienische Schauspielerin
- Elena Petrini (* 1992), italienische Triathletin
- Elena Petrošienė (* 1967), litauische Agronomin und konservative Politikerin (TS-LKD)
- Elena Pirozhkova (* 1986), russisch-amerikanische Ringerin
- Elena Poniatowska (* 1932), mexikanische Schriftstellerin und Journalistin
- Elena Popea (1879–1941), rumänische Malerin
- Elena Popoviciu (1924–2009), rumänische Mathematikerin und Hochschullehrerin
- Elena Pulcini (1950–2021), italienische Sozialphilosophin

#### Q
- Elena Quirici (* 1994), Schweizer Karateka

#### R
- Elena Radu (* 1975), rumänische Kanutin
- Elena Reid (* 1981), US-amerikanische Profiboxerin
- Elena Richter (* 1989), deutsche Sportbogenschützin
- Elena Risteska (* 1986), nordmazedonische Sängerin
- Elena Rublack (* 1958), US-amerikanische Schauspielerin und Sängerin
- Elena Runggaldier (* 1990), italienische Skispringerin
- Elena-Gabriela Ruse (* 1997), rumänische Tennisspielerin

#### S
- Elena Săcălici (1935–1959), rumänische Kunstturnerin
- Elena Sadiku (* 1993), kosovoalbanisch-schwedische Fußballspielerin
- Elena Salgado (* 1949), spanische Politikerin (PSOE)
- Elena Sangro (1897–1969), italienische Filmschauspielerin
- Elena Sanz (1849–1898), spanische Opernsängerin
- Elena Satine (* 1987), georgisch-amerikanische Schauspielerin und Musikerin
- Elena Schekerletowa (* 1964), bulgarische Diplomatin
- Elena Schmidt (* 1988), kasachisch-deutsches Model und Schönheitskönigin
- Elena Sedina (* 1968), ukrainisch-italienische Schachspielerin
- Elena Seifert (* 1973), russische Autorin und Journalistin
- Elena Semechin, geb. Krawzow (* 1993), deutsche Schwimmerin
- Elena Shaftan (* 1971), lettische Investmentbankerin
- Elena Skribnik (* 1953), russische Finnougristin
- Elena-Katharina Sohn (* 1979), deutsche Sachbuch-Autorin
- Elena Maria Șorban (* 1960), rumänische Musikwissenschaftlerin
- Elena Souliotis (1943–2004), griechische Opernsängerin (Sopran)
- Elena Steinemann (* 1994), Schweizer Volleyballspielerin
- Elena Stoffel (* 1996), Schweizer Skiathletin
- Elena Stojanowa (* 1952), bulgarische Kugelstoßerin

#### T
- Elena Tagliabue (* 1977), italienische Skirennläuferin
- Elena Teuffer (* 1973), deutsch-isländische Übersetzerin
- Elena Timpe (* 1985), deutsche Schauspielerin
- Elena Trombini (* 1962), italienische Psychologin und Kinderpsychotherapeutin
- Elena Tsagrinou (* 1994), griechische Sängerin
- Elena Tzavara (* 1977), deutsche Opernregisseurin, Librettistin und Kulturmanagerin

#### U
- Elena Udrea (* 1973), rumänische Politikerin (PD-L)
- Elena Uhlig (* 1975), deutsche Schauspielerin

#### V
- Elena Valenciano (* 1960), spanische Politikerin (PSOE)
- Elena Vallortigara (* 1991), italienische Leichtathletin
- Elena Velevska (* 1980), nordmazedonische Sängerin
- Elena Verdugo (1925–2017), US-amerikanische Schauspielerin
- Elena Vintilă (* 1946) rumänische Leichtathletin
- Elena Viviani (* 1992), italienische Eisschnellläuferin

#### W
- Elena Walendzik (* 1984), deutsche Amateurboxerin
- Elena Walter-Karydi (* 1936), griechisch-deutsche Klassische Archäologin
- Elena Wassen (* 2000), deutsche Wasserspringerin
- Eléna Wexler-Kreindler (1931–1992), rumänische Mathematikerin

#### Z
- Elena Zanichelli (* 1973), italienische Kunsthistorikerin
- Elena Zaremba (* 1957), russische Opern- und Konzertsängerin (Mezzosopran/Alt)
- Elena Zuasti (1935–2011), uruguayische Schauspielerin

## Kunstfiguren
- Elena von Avalor, kreolische Zeichentrickfigur von Disney (2016)
- Elena Sokorowska, polnische Witwe im französischen Filmdrama Elena et les Hommes (1956)